# 容祖兒演出列表
本列表收錄容祖兒演出電影、綜藝節目、音樂特輯、微電影作品。

## 電影
| 首播   | 劇名             | 角色                   | 備註       | 合作演員                                 |
| ------ | ---------------- | ---------------------- | ---------- | ---------------------------------------- |
| 1999年 | 心猿意馬         | 少女                   | 友情客串   | 吳毅將、王喜                             |
| 2000年 | 煙飛煙滅         | Gladys公司旗下新紮歌手 | 友情客串   | 梅艷芳、張國榮                           |
| 2000年 | 大贏家           | 吳寶蒼                 | 第一女主角 | 謝霆鋒、林心如                           |
| 2001年 | 百分百感覺2      | 海素                   | 第二女主角 | 陳奕迅、楊千嬅、陳曉東                   |
| 2001年 | 蘋果咬一口       | 宋丹如                 | 第一女主角 | 陳曉東、陳建州、羅志祥、何妤玟、葉安婷   |
| 2001年 | 我的野蠻同學     | 亞鳳                   | 第一女主角 | 謝霆鋒、馮德倫、鍾兆康、彭敬慈           |
| 2002年 | 魂魄唔齊         | 紫雲飛                 | 第一女主角 | 陳奕迅、謝霆鋒、鄭希怡                   |
| 2002年 | 鐵達尼號         | 露絲                   | 配音       | 陳奕迅                                   |
| 2004年 | 身驕肉貴         | 呂柔                   | 第一女主角 | 劉青雲、杜汶澤﹑鄭希怡                   |
| 2005年 | 神經俠侶         | 廖得男                 | 第一女主角 | 陳奕迅、吳鎮宇                           |
| 2010年 | 反斗奇兵3        | 翠絲                   | 配音       | 張衛健、劉青雲                           |
| 2010年 | 全城熱戀熱辣辣   | 金魚                   | 配音       | 林海峰（廣東話配音）、陳建州（國語配音） |
| 2010年 | 翡翠明珠         | 祝三娘                 | 第二女主角 | 蔡卓妍、林峯、王祖藍                     |
| 2012年 | DIVA華麗之後     | 嚴靖怡（J）            | 第一女主角 | 杜汶澤、林欣彤、胡歌、陳家樂             |
| 2015年 | 12金鴨           | 梁李笑茜（LYCC）       | 特別客串   | 吳君如、黃偉文                           |
| 2016年 | 優獸大都會       | 朱迪                   | 配音       | 黃子華                                   |
| 2017年 | 仙球大戰         | 大將軍                 | 特別客串   | 何炅、蔡卓妍、鍾欣潼                     |
| 2018年 | 我的情敵女婿     | 容祖兒                 | 特別客串   | 劉嘉玲、任達華、衛詩雅、王菀之           |
| 2019年 | 你咪理，我愛你！ | 阿瓊                   | 特別客串   | 王祖藍、毛舜筠、王菀之                   |

## 電視劇
| 首播   | 頻道       | 劇名              | 角色       | 備註       | 同劇演員                               |
| ------ | ---------- | ----------------- | ---------- | ---------- | -------------------------------------- |
| 2000年 | 無綫電視   | 新鮮人            | 韋 文      | 第二女主角 | 林保怡、馮德倫、蒙嘉慧                 |
| 2003年 | 無綫電視   | 美麗在望          | 鄔文萃     | 第一女主角 | 郭晉安、鄭嘉穎、胡定欣、廖啟智         |
| 2004年 | 無綫電視   | 赤沙印記@四葉草.2 | 吉卜賽女郎 | 友情客串   | 楊秀惠、李思欣、陳自瑤                 |
| 2004年 | 無綫電視   | 富豪海灣至尊家緣  | 容卓妍     | 單元女主角 | 唐文龍、黃宗澤                         |
| 2004年 | 無綫電視   | 功夫足球          | 王小妹     | 第一女主角 | 張衛健、黃秋生、林保怡、吳君如、蒙嘉慧 |
| 2007年 | 無綫電視   | 學警出更          | 張念恩     | 第二女主角 | 陶大宇、吳卓羲、陳鍵鋒、郭羨妮、楊怡   |
| 2009年 | 中央電視台 | 青春舞台          | 申真依     | 第二女主角 | 韓庚、關智斌、鄭希怡                   |

## 綜藝節目

### 固定綜藝節目
| 首播   | 頻道             | 節目名稱                 | 備註                                  |
| ------ | ---------------- | ------------------------ | ------------------------------------- |
| 2015年 | 東方衛視         | 《報告！教練》           | 固定嘉賓                              |
| 2016年 | 湖南衛視         | 《我是歌手》第四季       | 競演歌手                              |
| 2020年 | 東方衛視         | 《我們的歌》第二季       | 競演前輩歌手，搭檔新聲歌手希林娜依·高 |
| 2021年 | 湖南衛視、芒果TV | 《乘風破浪的姐姐》第二季 | 參賽者                                |
| 2021年 | 抖音             | 《因为是朋友呀》         | 固定嘉賓                              |
| 2024年 | 湖南衛視、芒果TV | 聲生不息·大灣區季        |                                       |

### 其他綜藝節目
| 首播     | 頻道                   | 節目名稱                                        | 備註       |
| 2018年   | 2018年                 | 2018年                                          | 2018年     |
| -------- | ---------------------- | ----------------------------------------------- | ---------- |
| 1月27日  | 優酷                   | 《鋒味》第四季                                  | 第7期      |
| 2月12日  | 中國中央電視台綜藝頻道 | 星光大道                                        | 評審       |
| 2月17日  | 湖南衛視               | 《快樂大本營》                                  |            |
| 5月31日  | 芒果TV                 | 《媽媽是超人》第三季                            | 嘉賓       |
| 7月6日   | 浙江衛視               | 《奔跑吧》第六季                                | 奔跑嘉年華 |
| 8月10日  | 湖南衛視               | 《幻樂之城》                                    | 5          |
| 10月27日 | 愛奇藝                 | 《中國音樂公告牌》                              | 8          |
| 2019年   |                        |                                                 |            |
| 2月3日   | 東方衛視               | 《沒想到吧》                                    | 第11期     |
| 5月31日  | 湖南衛視               | 《向往的生活》第三季                            | 第6期      |
| 6月7日   | 湖南衛視               | 《向往的生活》第三季                            | 第7期      |
| 6月14日  | 湖南衛視               | 《向往的生活》第三季                            | 第8期      |
| 2020年   |                        |                                                 |            |
| 2月1日   | 騰訊視頻               | 《吐槽大會》第四季                              | 第10期     |
| 9月4日   | 廣東衛視               | 《流淌的歌聲》第二季                            | 第11期     |
| 9月12日  | 中央電視台綜藝頻道     | 《TOP榮耀時刻》                                 | 第1期      |
| 10月9日  | 中央電視台電影頻道     | 《溫暖有光放映隊》                              | 第10期     |
| 11月20日 | 湖南衛視               | 《嗨唱轉起來》第二季                            | 第7期      |
| 2021年   |                        |                                                 |            |
| 1月8日   | 浙江衛視               | 《奔跑吧·黃河篇》                               | 第6期      |
| 1月23日  | 浙江衛視               | 《念念桃花源》                                  | 第4期      |
| 1月30日  | 浙江衛視               | 《念念桃花源》                                  | 第5期      |
| 2月6日   | 浙江衛視               | 《念念桃花源》                                  | 第6期      |
| 2月6日   | 中央電視台綜合頻道     | 《經典詠流傳》第四季                            | 第4期      |
| 2月26日  | 芒果TV                 | 《姐姐解解壓》 《乘風破浪的姐姐》第二季衍生節目 | 第6期      |
| 3月5日   | 芒果TV                 | 《姐姐解解壓》 《乘風破浪的姐姐》第二季衍生節目 | 第7期      |
| 3月6日   | 優酷                   | 《宇宙音樂之夜》 《宇宙打歌中心》第一季收官盛典 | 特邀嘉賓   |
| 3月27日  | 湖南衛視               | 《快樂大本營》                                  |            |
| 6月17日  | 芒果TV、微博           | 《了不起的姐姐》第二季                          | 第6期      |
| 6月24日  | 芒果TV、微博           | 《了不起的姐姐》第二季                          | 第7期      |
| -        | 浙江衛視               | 《聽說很好吃》                                  |            |
| -        | 江蘇衛視               | 《蒙面舞王》第二季                              |            |

| 首播           | 播放平臺               | 節目              | 集數       | 備註             | 同場嘉賓（部分）                                                                               |
| 2014年8月30日  | 浙江衛視               | 12道鋒味 第一季   | 8          | 嘉賓             | 謝霆鋒(固定嘉賓/MC)                                                                            |
| 2014年11月2日  | TVB                    | 女皇的盛宴        | 9          | 嘉賓             | 汪明荃(MC)、崔建邦(MC)、黃偉文                                                                 |
| 2015年7月17日  | 東方衛視               | 報告！教練        | 1-12       | 固定嘉賓         | 李治廷(固定嘉賓)、陳妍希(固定嘉賓)                                                             |
| 2015年8月12日  | 東方衛視               | 金星秀            |            | 嘉賓             | 金星(MC)                                                                                       |
| 2015年7月17日  | 江蘇衛視               | 真心英雄          | 10         | 嘉賓             | 楊坤(固定嘉賓)、佟大為(固定嘉賓)、樂基兒                                                       |
| 2016年2月16日  | 湖南衛視               | 我是歌手 第四季   | 7-13       | 競演歌手         | 李玟、張信哲、李克勤、徐佳瑩、黃致列、老狼、金志文、趙傳、蘇見信、蘇運瑩、HAYA樂團、關喆、王晰 |
| 2016年3月12日  | 湖南衛視               | 快樂大本營        |            | 嘉賓             | 快樂家族(MC)、張信哲、徐佳瑩、黃致列                                                           |
| 2016年3月18日  | 湖南衛視               | 天天向上          |            | 嘉賓             | 汪涵(MC)                                                                                       |
| 2016年4月29日  | 安徽衛視               | 星動亞洲 第二季   | 9          | 導師(代班古巨基) | The One、尚雯婕                                                                                |
| 2016年5月7日   | 湖南衛視               | 我想和你唱 第一季 | 1          | 嘉賓             | 汪涵(MC)、韓紅(MC)、陶喆、鳳凰傳奇                                                             |
| 2016年5月21日  | 東方衛視               | 娜就這麼說        |            | 嘉賓             | 謝娜(MC)                                                                                       |
| 2016年5月27日  | 湖南衛視               | 全員加速中 第二季 | 5-7, 10-12 | 嘉賓             | 杜淳、田亮、杜海濤、陳嘉樺、汪東城、宋小寶                                                     |
| 2016年5月29日  | 江蘇衛視               | 看見你的聲音      |            | 嘉賓             |                                                                                                |
| 2016年7月1日   | 深圳衛視               | 年代秀            |            | 嘉賓             | 李克勤                                                                                         |
| 2016年8月6日   | 芒果TV                 | 超級女聲          |            | 評審             | 蕭敬騰、黃致列                                                                                 |
| 2016年10月1日  | 東方衛視               | 我的新衣          | 5-6        | 嘉賓             | 林志玲、王麗坤、吳昕                                                                           |
| 2016年10月8日  | 芒果TV                 | 夏日甜心          | 11         | 嘉賓             | 張大大(MC)                                                                                     |
| 2016年10月30日 | 騰訊視頻               | 飯局的誘惑 第一季 | 6, 12      | 嘉賓             | 馬東(MC)、侯佩岑(MC)、蔡康永、锺欣潼                                                           |
| 2016年11月19日 | 浙江衛視               | 12道鋒味 第三季   | 11         | 嘉賓             | 謝霆鋒(固定嘉賓/MC)                                                                            |
| 2016年11月20日 | TVB                    | 我愛香港          | 14         | 嘉賓             | 曾志偉(MC)、錢嘉樂(MC)、林曉峰(MC)、黃心穎(MC)                                                 |
| 2017年1月18日  | 騰訊視頻               | 拜托了衣櫥        | 9-10       | 嘉賓             | 謝娜(MC)、陳赫(MC)、蔡康永                                                                     |
| 2017年1月24日  | 愛奇藝                 | 奇妙大轟趴        | 11-12      | 嘉賓             | 張大大(MC)                                                                                     |
| 2017年1月28日  | 湖南衛視               | 快樂大本營        |            | 嘉賓             | 快樂家族(MC)、謝霆鋒、周筆暢                                                                   |
| 2017年2月23日  | 台灣八大綜合台         | 娛樂百分百        |            | 嘉賓             | 羅志祥(MC)、愷樂(MC)                                                                           |
| 2017年3月23日  | 優酷                   | 勝利的遊戲        |            | 嘉賓             |                                                                                                |
| 2017年4月28日  | 浙江衛視               | 奔跑吧 第五季     | 4-5        | 嘉賓             | 鄧超(固定嘉賓)、王祖藍(固定嘉賓)、林志玲、蔡卓妍                                               |
| 2017年6月18日  | 山東衛視               | 超強音浪          |            | 嘉賓             |                                                                                                |
| 2017年7月1日   | 湖南衛視               | 快樂大本營        |            | 嘉賓             | 快樂家族(MC)、張智霖、劉愷威                                                                   |
| 2017年9月13日  | 江蘇衛視               | 穿越吧廚房        | 1          | 嘉賓             | 胡海泉(MC)、沙溢(MC)                                                                           |
| 2017年9月16日  | 山東衛視               | 挑戰者聯盟 第三季 | 收官演唱會 | 幫唱嘉賓         | 范冰冰(固定嘉賓)、陳學冬(固定嘉賓)                                                             |
| 2017年9月17日  | TVB                    | 流行經典50年      |            | 嘉賓             | 薛家燕(MC)、黎小田(MC)、曹永廉(MC)、湯寶如(MC)                                                 |
| 2017年12月23日 | 中國中央電視台綜藝頻道 | 我要上春晚        |            | 評審             | 朱軍(MC)                                                                                       |
| 2018年1月27日  | 優酷                   | 鋒味 第四季       | 7          | 嘉賓             | 謝霆鋒(固定嘉賓/MC)                                                                            |
| 2018年2月12日  | 中國中央電視台綜藝頻道 | 星光大道          |            | 評審             |                                                                                                |
| 2018年2月17日  | 湖南衛視               | 快樂大本營        |            | 嘉賓             | 快樂家族(MC)、周渝民、迪麗熱巴                                                                 |
| 2018年5月31日  | 芒果TV                 | 媽媽是超人 第三季 | 11         | 嘉賓             | 霍思燕(固定嘉賓)、嗯哼(固定嘉賓)                                                               |
| 2018年7月6日   | 浙江衛視               | 奔跑吧 第六季     | 奔跑嘉年華 | 嘉賓             | 鄧超(固定嘉賓)、王祖藍(固定嘉賓)、張韶涵                                                       |
| 2018年7月11日  | 廣東影視4K頻道         | 杜麗莎的音樂沙龍  | 3          | 嘉賓             | 杜麗莎(固定嘉賓/MC)                                                                            |
| 2018年8月10日  | 湖南衛視               | 幻樂之城          | 5          | 嘉賓             | 王菲(固定嘉賓)                                                                                 |
| 2018年10月27日 | 愛奇藝                 | 中國音樂公告牌    | 8          | 嘉賓             | 張信哲、張藝興、歐陽靖                                                                         |
| 2018年12月2日  | 東方衛視               | 下一站傳奇        |            | 評審             | 周筆暢(固定嘉賓)、陳偉霆(固定嘉賓)                                                             |

## 其他影視演出

### 音樂特輯
2001年
- 英皇娛樂製作《容祖兒東京音樂特輯》

2004年
- 英皇娛樂製作《容我說》

2008年
- 無綫電視製作《藍兒本色》
- 無綫電視製作《現代塵世美》

2009年
- 英皇娛樂製作《Perfect Ten Documentary》
- 無綫電視製作《容祖兒 ‧ 光輝十年》

2010年
- 無綫電視製作《我的故事‧我的歌》

2014年
- 無綫電視製作《一生一世容祖兒》

2019年
- 無綫電視製作《容祖兒LOVE IN L.A.》

### 音樂微電影
2003年
- 《獨照》飾 祖兒

2012年
- 《霧裡看花》飾 Joey
- 《遺落在北海道的回憶》飾 Joey